# Sveinbjörn Hallgrímsson
Sveinbjörn Hallgrímsson, född 26 september 1815, död 1 januari 1863, var en isländsk präst och redaktör. 
Sveinbjörn grundade Islands äldsta tidning, "Þjóðólfur", som han redigerade i fyra år (1848–1852), varefter tidningen övergick till Jón Guðmundsson. Sveinbjörn var en allsidig redaktör med verklig journalistisk talang. Han hade även poetiska anlag skrev några mindre noveller. Han översatte Ludvig Holbergs "Den Politiske Kandestøber" till isländska, Vefarinn með tólfkóngaviti (1854), och lät med framgång uppföra denna. Sveinbjörn utgav även några mindre uppbyggelseskrifter, samt författade en på sin tid mycket använd dansk läsebok, Dönsk lestrarbók (flera upplagor). Han var präst i Hrafnagil 1855–1860 och i Glæsibær 1860–1863.